# Paralomis grossmani
Paralomis grossmani is een tienpotigensoort uit de familie van de Lithodidae. De wetenschappelijke naam van de soort is voor het eerst geldig gepubliceerd in 1988 door Macpherson.